# Odostomia gloriosa
Odostomia gloriosa är en snäckart som beskrevs av Bartsch 1912. Odostomia gloriosa ingår i släktet Odostomia och familjen Pyramidellidae. Inga underarter finns listade i Catalogue of Life.